# 高圧 (電気)
高圧（こうあつ、英語: high voltage）とは、高い電圧を意味する日本語の語句であり、以下のような基準・定義が設けられている。
- 電気設備に関する技術基準を定める省令（電気設備技術基準）第2条1-二では、直流にあっては750Vを、交流にあっては600V[1]を超え、7kV以下の電圧を高圧と定めている。これを越えるものは特別高圧（とくべつこうあつ）と称する。略称は特高（とっこう）。
- 電波法施行規則第22条においての定義は交流においては電気設備技術基準と異なり、高圧[2]は高周波[3]もしくは交流の300 Vを超える電圧としている。高周波の電気はエネルギーが高いため、防護上、商用交流よりも厳しい規程を設けている。
- 国際電気標準会議 (IEC) による国際規格では、直流1,500 V、交流1,000 V以上を高圧としている。

## 公称電圧
- 交流 6.6 kV, (3.3 kV)
- 直流 1,500 V, (3,000 V)